# Josef Reiter
Josef Reiter, född den 8 januari 1959 i Niederwaldkirchen, Österrike, är en österrikisk judoutövare.
Han tog OS-brons i herrarnas halv lättvikt i samband med de olympiska judotävlingarna 1984 i Los Angeles.